# Blackpink: The Virtual
Blackpink: The Virtual, titulado oficialmente como Blackpink X PUBG Mobile 2022 In-Game Concert: [The Virtual], o conocido simplemente como The Virtual, fue el primer concierto virtual del grupo femenino surcoreano Blackpink, realizado en colaboración con el videojuego PUBG Mobile, y a cargo de los avatares en 3D de las miembros del grupo musical al interior del juego.
El concierto virtual tuvo su lanzamiento del 22 al 23 y del 29 al 30 de julio de 2022 en Norteamérica y Sudamérica; y del 23 al 24 y del 30 al 31 de julio de 2022 en el resto del mundo, con entradas gratuitas exclusivas disponibles para los usuarios del videojuego. Además, el evento lanzó de manera exclusiva un fragmento del sencillo promocional del grupo titulado «Ready For Love».
A cuatro días desde su estreno, el concierto recibió una nominación a los premios MTV Video Music Awards en la categoría de Mejor Performance Metaverse.

## Antecedentes
El 12 de julio de 2022, YG Entertainment anunció sorpresivamente una nueva colaboración del grupo con el videojuego PUBG Mobile, la cual incluiría la realización de un concierto virtual a cargo de los avatares en 3D de las miembros de Blackpink al interior del juego, de manera similar a lo realizado por Travis Scott en abril de 2020 y la cantante estadounidense Ariana Grande en agosto de 2021 en conjunto con el videojuego Fortnite, como parte de su evento Astronomical y la gira Rift Tour, respectivamente.
Además, se informó que el concierto incluiría el lanzamiento de una pista inédita del grupo, que estaría disponible entre el 22 y el 31 de julio para los usuarios del videojuego. La colaboración corresponde a una experiencia virtual donde no solo se pudo visualizar el concierto, sino también obtener los trajes de las miembros para la personalización de los personajes, participar en calidad de avatares como "público" asistente al concierto, acercarse a las miembros del grupo, entre otras opciones. «Queremos brindarles a los artistas y fanáticos la oportunidad de comunicarse más de cerca, más allá de las fronteras y las barreras del idioma. Como este es un desafío especial y emocionante, esperamos que el atractivo diverso de Blackpink en el mundo real se extienda y brinde a los fanáticos una nueva alegría», señalaron desde YG Entertainment, casa discográfica del grupo y productora del evento.
El 20 de julio fue lanzado un póster promocional del concierto, donde se apreciaban las siluetas de los avatares de Jisoo, Jennie, Rosé y Lisa en un juego de luces y sombras negro y rosado. Al día siguiente, fueron revelados los avatares en 3D de cada una de las miembros, incluyendo las vestimentas a utilizar durante el concierto. Se revelaron además las fechas en las que en los distintos lugares del mundo estaría disponible el acceso al concierto, entre el 22 y el 31 de julio.

## Lista de canciones
| 1.º acto | 1.º acto                           |
| -------- | ---------------------------------- |
| 1        | «Ddu-Du Ddu-Du»                    |
| 2        | «Kill This Love»                   |
| 3        | «How You Like That»                |
| 4        | «Ready For Love» (preview version) |

## Fechas
| Fecha                                                       | Lugar                                            | Horario          |
| ----------------------------------------------------------- | ------------------------------------------------ | ---------------- |
| Blackpink X PUBG Mobile 2022 In-Game Concert: [The Virtual] |                                                  |                  |
| 22 de julio de 2022                                         | Norteamérica y Sudamérica                        | 18:00 hrs. (UTC) |
| 23 de julio de 2022                                         | Norteamérica y Sudamérica                        | 01:30 hrs. (UTC) |
| 23 de julio de 2022                                         | Sudeste Asiático, Asia del Este y Hemisferio sur | 05:00 hrs. (UTC) |
| 23 de julio de 2022                                         | Asia del Sur                                     | 09:30 hrs. (UTC) |
| 23 de julio de 2022                                         | Asia del Este y Hemisferio sur                   | 11:00 hrs. (UTC) |
| 23 de julio de 2022                                         | Oriente Medio y Asia Central                     | 11:30 hrs. (UTC) |
| 23 de julio de 2022                                         | Sudeste Asiático, Europa y África                | 12:30 hrs. (UTC) |
| 23 de julio de 2022                                         | Europa y África                                  | 16:00 hrs. (UTC) |
| 23 de julio de 2022                                         | Asia del Sur                                     | 16:30 hrs. (UTC) |
| 23 de julio de 2022                                         | Norteamérica y Sudamérica                        | 18:00 hrs. (UTC) |
| 23 de julio de 2022                                         | Oriente Medio y Asia Central                     | 21:00 hrs. (UTC) |
| 24 de julio de 2022                                         | Norteamérica y Sudamérica                        | 01:30 hrs. (UTC) |
| 24 de julio de 2022                                         | Sudeste Asiático, Asia del Este y Hemisferio sur | 05:00 hrs. (UTC) |
| 24 de julio de 2022                                         | Asia del Sur                                     | 09:30 hrs. (UTC) |
| 24 de julio de 2022                                         | Asia del Este y Hemisferio sur                   | 11:00 hrs. (UTC) |
| 24 de julio de 2022                                         | Oriente Medio y Asia Central                     | 11:30 hrs. (UTC) |
| 24 de julio de 2022                                         | Sudeste Asiático, Europa y África                | 12:30 hrs. (UTC) |
| 24 de julio de 2022                                         | Europa y África                                  | 16:00 hrs. (UTC) |
| 24 de julio de 2022                                         | Asia del Sur                                     | 16:30 hrs. (UTC) |
| 24 de julio de 2022                                         | Oriente Medio y Asia Central                     | 21:00 hrs. (UTC) |
| 30 de julio de 2022                                         | Mundo                                            | 02:00 hrs. (UTC) |
| 31 de julio de 2022                                         | Mundo                                            | 00:00 hrs. (UTC) |

## Recepción

### Rendimiento comercial
Días después de la realización del evento, medios informaron que el concierto contó con más de 12,500,000 de asistentes, convirtiéndolo en el concierto virtual de un videojuego con la mayor audiencia de la historia.

## Premios y nominaciones
| Año  | Evento                  | Premio                            | Resultado | Ref.   |
| ---- | ----------------------- | --------------------------------- | --------- | ------ |
| 2022 | MTV Video Music Awards  | Mejor performance en el metaverso | Ganador   | [ 3 ]  |
| 2022 | MTV Europe Music Awards | Mejor performance en el metaverso | Ganador   | [ 15 ] |